# Роджър Зелазни
Роджър Джоузеф Зелазни (на английски: Roger Joseph Zelazny) е американски автор на научна фантастика, фентъзи и стихове роден на 13 май 1937 г. Юклид, Охайо, и починал 14 юни 1995 г. в Санта Фе, Ню Мексико.
Зелазни е една от най-значимите фигури в съвременния фентъзи жанр и научна фантастика. В началото на 60-те години на XX век печели бърза слава на един от най-добрите представители на Новата вълна на фантастиката. Носител е на наградите Небюла три пъти и Хюго шест пъти, включително за романите си Господарят на светлината (1968) и ...And Call Me Conrad (1966) (по-късно публикуван като This Immortal).
Писателят има изключителен талант в измислянето и изобразяването на светове с правдоподобни магически системи, сили и свръхестествени същества. Впечатляващите описания на детайли от приложната магия в измислените от него светове го отличават от останалите автори в областта. Научната фантастика на Зелазни е силно повлияна от митология и поезия, включително френската, британската и американската класика от късния 19 век и ранния 20 век. Честа тема са богове или хора, превърнали се в богове. Романите и късите разкази на Зелазни обичайно включват образи от класическата митология, вписани в модерния свят.

## Кратка биография
Роджър Джоузеф Зелазни е роден в Юклид, Охайо, през 1937 г. като единствено дете на Джоузефин Суит и Джоузеф Франк Зелазни (Желязни). Баща му е полски емигрант. В гимназията Зелазни е редактор на училищния вестник и участвал в тамошния писателски клуб. През есента на 1955 г. той е приет в университета Уестърн Ризърв, където получава бакалавърска степен по английски език през 1959 г. Продължава обучението си в Колумбийския университет в Ню Йорк. Там завършил магистратура в специалност драма.
На 25 г. публикува първия си разказ – Мистерия. Оттогава той издава над 150 разказа и 50 романа. Удостоен е с редица престижни награди за фантастика. На 33 г. пише първата книга от поредицата за Амбър – Деветимата принцове на Амбър. Амбър е място намиращо се в по-висше измерение в сравнение със Земята, в която живее богоподобна раса. Поредицата за Амбър печели огромна популярност. Историите са адаптирани за комикси и компютърни видеоигри.
Зелазни издава и 3 стихосбирки. Един от романите му е филмиран. На 38-годишна възраст се заселва със Санта Фе, където живее до смъртта си.

### Хрониките на Амбър (The Chronicles of Amber)
| Първо издаване | Заглавие в оригинал   | Заглавие на български   | Издания на български |
| -------------- | --------------------- | ----------------------- | --- |
| 1970           | Nine Princes in Amber | Деветте принца на Амбър | 1994 – „Деветте принца на Амбър. Оръжията на Авалон.“ Издателство: „Бард“. 1998 – „Деветте принца на Амбър. Оръжията на Авалон.“ Издателство: „Бард“. 2004 – „Деветте принца на Амбър. Оръжията на Авалон.“ Издателство: „Бард“. 2008 – „Хрониките на Амбър – Първи том“ Издателство: „Бард“. (ISBN 9545859236) |
| 1972           | The Guns of Avalon    | Оръжията на Авалон      | 1994 – „Деветте принца на Амбър. Оръжията на Авалон.“ Издателство: „Бард“. 1998 – „Деветте принца на Амбър. Оръжията на Авалон.“ Издателство: „Бард“. 2004 – „Деветте принца на Амбър. Оръжията на Авалон.“ Издателство: „Бард“. 2008 – „Хрониките на Амбър – Първи том“ Издателство: „Бард“. (ISBN 9545859236) |
| 1975           | Sign of the Unicorn   | Знакът на Еднорога      | 1994 – „Знакът на еднорога. Ръката на Оберон.“ Издателство: „Бард“. 1998 – „Знакът на еднорога. Ръката на Оберон.“ Издателство: „Бард“. 2004 – „Знакът на еднорога. Ръката на Оберон.“ Издателство: „Бард“. 2008 – „Хрониките на Амбър – Първи том“ Издателство: „Бард“. (ISBN 9545859236)                      |
| 1976           | The Hand of Oberon    | Ръката на Оберон        | 1994 – „Знакът на еднорога. Ръката на Оберон.“ Издателство: „Бард“. 1998 – „Знакът на еднорога. Ръката на Оберон.“ Издателство: „Бард“. 2004 – „Знакът на еднорога. Ръката на Оберон.“ Издателство: „Бард“. 2008 – „Хрониките на Амбър – Втори том“ Издателство: „Бард“. (ISBN 9545859243)                      |
| 1978           | The Courts of Chaos   | Царството на Хаоса      | 1994 – Издателство: „Бард“. 1998 – „Царството на хаоса. Козовете на съдбата.“ Издателство: „Бард“. 2004 – „Царството на хаоса. Козовете на съдбата.“ Издателство: „Бард“. 2008 – „Хрониките на Амбър – Втори том“ Издателство: „Бард“. (ISBN 9545859243)                                                        |
| 1985           | Trumps of Doom        | Козовете на съдбата     | 1995 – Издателство: „Бард“. 1998 – „Царството на хаоса. Козовете на съдбата.“ Издателство: „Бард“. 2004 – „Царството на хаоса. Козовете на съдбата.“ Издателство: „Бард“. 2008 – „Хрониките на Амбър – Втори том“ Издателство: „Бард“. (ISBN 9545859243)                                                        |
| 1986           | Blood of Amber        | Кръвта на Амбър         | 1995 – „Кръвта на Амбър. Знакът на Хаоса.“ Издателство: „Бард“. 1998 – „Кръвта на Амбър. Знакът на Хаоса.“ Издателство: „Бард“. 2004 – „Кръвта на Амбър. Знакът на Хаоса.“ Издателство: „Бард“. 2008 – „Хрониките на Амбър – Втори том“ Издателство: „Бард“. (ISBN 9545859243)                                  |
| 1987           | Sign of Chaos         | Знакът на Хаоса         | 1995 – „Кръвта на Амбър. Знакът на Хаоса.“ Издателство: „Бард“. 1998 – „Кръвта на Амбър. Знакът на Хаоса.“ Издателство: „Бард“. 2004 – „Кръвта на Амбър. Знакът на Хаоса.“ Издателство: „Бард“. 2008 – „Хрониките на Амбър – Трети том“ Издателство: „Бард“. (ISBN 9545859250)                                  |
| 1989           | Knight of Shadows     | Рицар на Сенките        | 1995 – Издателство: „Бард“. 1998 – „Рицар на Сенките. Принц на Хаоса.“ Издателство: „Бард“. 2004 – „Рицар на Сенките. Принц на Хаоса.“ Издателство: „Бард“. 2008 – „Хрониките на Амбър – Трети том“ Издателство: „Бард“. (ISBN 9545859250)                                                                      |
| 1991           | Prince of Chaos       | Принц на Хаоса          | 1995 – Издателство: „Бард“. 1998 – „Рицар на Сенките. Принц на Хаоса.“ Издателство: „Бард“. 2004 – „Рицар на Сенките. Принц на Хаоса.“ Издателство: „Бард“. 2008 – „Хрониките на Амбър – Трети том“ Издателство: „Бард“. (ISBN 9545859250)                                                                      |

#### Разкази за Амбър
- „Амбър завинаги“ (2003 – Издателство: „Квазар“.[30])
  - 1994 – Разказът на търговския пътник (A Salesman’s Tale)
  - 1994 – Забулената и гизелата (The Shroudling and the Guisel)
  - 1995 – Разказът на кордата (Coming to a Cord)
  - 1995 – Син кон, танцуващи планини (Blue Horse, Dancing Mountains)
  - 1996 – Коридорът на огледалата (Hall of Mirrors)

### Аззи (Millennial Contest)
Трилогията е написана в съавторство с Робърт Шекли.
| Първо издаване | Заглавие в оригинал                  | Заглавие на български       | Издания на български                                                                    |
| -------------- | ------------------------------------ | --------------------------- | --------------------------------------------------------------------------------------- |
| 1991           | Bring Me the Head of Prince Charming | Донеси ми главата на принца | 1992 – Издателство: „Абагар“. Превод: Владимир Германов. (ISBN 9548004585)              |
| 1993           | If at Faust You Don’t Succeed        | Ако с Фауст не успееш       | 1994 – Издателство: „Адамас“. Превод: Цвета Георгиева.                                  |
| 1995           | A Farce to Be Reckoned With          | Просто шеметен фарс         | 1999 – Издателство: „Дамян Яков“. Превод: Светлана Комогорова – Комо. (ISBN 9545271078) |

### Самостоятелни романи
| Първо издаване | Заглавие в оригинал             | Заглавие на български           | Издания на български | Бележки                                        |
| -------------- | ------------------------------- | ------------------------------- | --- | ---------------------------------------------- |
| 1965           | This Immortal                   | Безсмъртният                    | 1996 – Издателство: „Орфия“, „Камея“. Превод: Юлиян Стойнов. (ISBN 9548340143)                                            |                                                |
| 1966           | The Dream Master                | Господарят на сънищата          | 1995 – Издателство: „Офир“. Превод: Тинко Трифонов.                                                                       |                                                |
| 1967           | Lord of Light                   | Господарят на светлината        | 1993 – Издателство: „Бард“. Превод: Юлиян Стойнов.                                                                        |                                                |
| 1969           | Creatures of Light and Darkness | Създания от светлина и мрак     | 1992 – Издателство: „Орфия“. Превод: Александър Бояджиев. (ISBN 9544440216) 2015 – Издателство: „Бард“. (ISBN 9546555991) |                                                |
| 1969           | Isle of the Dead                | Островът на мъртвите            | 1997 – Издателство: „Офир“.                                                                                               |                                                |
| 1969           | Damnation Alley                 | Алеята на прокълнатите          | 2001 – Издателство: „Бард“. Превод: Крум Бъчваров. (ISBN 9545851805)                                                      |                                                |
| 1971           | Jack of Shadows                 | Джек от сенките                 | 1996 – Издателство: „Камея“. Превод: Юлиян Стойнов. (ISBN 9548340184)                                                     |                                                |
| 1973           | Today We Choose Faces           | Избор на лице                   | 1998 – Издателство: „Аргус“. Превод: Владимир Зарков. (ISBN 9545700416)                                                   |                                                |
| 1973           | To Die in Italbar               | Да умреш в Италбар              | 1998 – Издателство: „Дамян Яков“. Превод: Валерия Тодорова. (ISBN 9545270764)                                             |                                                |
| 1976           | Doorways in the Sand            | Пясъчни врати                   | 1998 – Издателство: „Камея“. Превод: Юлиян Стойнов. (ISBN 9548340363)                                                     |                                                |
| 1976           | Bridge of Ashes                 | Мост от пепел                   | 1999 – Издателство: „Пан“. Превод: Зора Андонова. (ISBN 9546572136)                                                       |                                                |
| 1976           | Deus Irae                       | Бог на гнева                    | 2004 – Издателство: „Бард“. Превод: Камен Костов. (ISBN 954-585-540-1)                                                    | съавторство с Филип К. Дик                     |
| 1979           | Roadmarks                       | Хронобандити                    | 1995 – Издателство: „Бард“. Превод: Александър Жеков.                                                                     |                                                |
| 1980           | Changeling                      | Размяната                       | 1997 – Издателство: „Пан“. Превод: Светлана Комогорова – Комо. (ISBN 9546571350)                                          |                                                |
| 1981           | Madwand                         | Лудият жезъл                    | 1998 – Издателство: „Пан“. Превод: Светлана Комогорова – Комо. (ISBN 9546571466)                                          | продължение на „Размяната“                     |
| 1981           | The Changing Land               | Изменящата се земя              | 1997 – Издателство: „Пан“. Превод: Михаела Михайлова. (ISBN 9546571342)                                                   |                                                |
| 1982           | Eye of Cat                      | Окото на котката                | 1998 – Издателство: „Дамян Яков“. Превод: Надежда Караджова. (ISBN 9545270837)                                            |                                                |
| 1982           | Coils                           | Намотки                         | 1996 – Издателство: „Мега“. Превод: Валентин Кръстев.                                                                     | съавторство с Фред Саберхаген                  |
| 1987           | A Dark Traveling                |                                 | |                                                |
| 1990           | The Black Throne                | Черният трон                    | 2000 – Издателство: „Офир“. Превод: Силвия Вълкова, Светлана Комогорова – Комо. (ISBN 9548811197)                         | съавторство с Фред Саберхаген                  |
| 1990           | The Mask of Loki                | Маската на Локи                 | 2002 – Издателство: „Квазар“. Превод: Юлиян Стойнов. (ISBN 9548826127)                                                    | съавторство с Томас Т. Томас                   |
| 1992           | Here There Be Dragons           |                                 | | написан 1968 – 69                              |
| 1992           | Way Up High                     |                                 | | написан 1968 – 69                              |
| 1992           | Flare                           |                                 | | съавторство с Томас Т. Томас                   |
| 1993           | A Night in the Lonesome October | Една нощ през самотния октомври | 1994 – Издателство: „Весела Люцканова“. Превод: Владимир Германов.                                                        |                                                |
| 1994           | Wilderness                      | Пустош                          | 1999 – Издателство: „Лира Принт“. Превод: Никола Цонков. (ISBN 954861040X)                                                | съавторство с Джералд Хосмън                   |
| 1997           | Donnerjack                      | Донърджак                       | 1999 – Издателство: „Бард“. Превод: Крум Бъчваров.                                                                        | завършен от Джейн Линдсколд, издаден посмъртно |
| 1998           | Psychoshop                      |                                 | | започнат от Алфред Бестър, завършен от Зелазни |
| 1999           | Lord Demon                      | Господарят демон                | 2000 – Издателство: „Бард“. Превод: Юлиян Стойнов. (ISBN 954585104X)                                                      | завършен от Джейн Линдсколд, издаден посмъртно |
| 2009           | The Dead Man's Brother          |                                 | | написан 1971, издаден посмъртно                |

### Сборници
| Първо издаване | Заглавие в оригинал                                              | Заглавие на български          | Издания на български                                                                                    | Бележки        |
| -------------- | ---------------------------------------------------------------- | ------------------------------ | --- | -------------- |
| 1967           | Four for Tomorrow                                                | Четири истории от утре         | 1998 – Издателство: „Дамян Яков“. Превод: Светлана Комогорова – Комо. (ISBN 9545270950)                 |                |
| 1971           | The Doors of His Face, The Lamps of His Mouth, and Other Stories |                                | | 15(17) разказа |
| 1976           | My Name Is Legion                                                | Името ми е легион              | 2000 – Издателство: „Пан“. Превод: Светлана Комогорова – Комо. (ISBN 9546573264)                        | 3 новели       |
| 1978           | The Illustrated Roger Zelazny                                    |                                | |                |
| 1980           | The Last Defender of Camelot                                     | Последният защитник на Камелот | 1997 – Издателство: „Дамян Яков“. Превод: Светлана Комогорова – Комо, Силвия Вълкова. (ISBN 9545270659) | 16(20) разказа |
| 1982           | Dilvish, the Damned                                              |                                | | 11 разказа     |
| 1983           | Unicorn Variations                                               | Вариациите на еднорога         | 1999 – Издателство: „Бард“. Превод: Росица Желязкова. (ISBN 9545850256)                                 |                |
| 1989           | Frost & Fire                                                     | Мраз и огън                    | 1998 – Издателство: „Дамян Яков“. Превод: Роза Григорова. (ISBN 9545270845)                             |                |
| 1992           | Gone to Earth                                                    |                                | |                |
| 2003           | Manna from Heaven                                                |                                | |                |

#### Четири истории от утре (Four for Tomorrow)
- Фуриите (The Furies; 1965)
- Сърцето на гробищата (The Graveyard Heart; 1964)
- Вратите на лицето му, лампите на устата му (The Doors of His Face, the Lamps of His Mouth; 1965)
- Роза за Еклисиаста (A Rose for Ecclesiastes; 1963)

#### Името ми е легион (My Name Is Legion)
- Навечерието на Румоко (The Eve of RUMOKO; 1969)
- ’Кйваллл’кйе’к’куутай’ллл’кйе’к ('Kjwalll'kje'k'koothai'lll'kje'k; 1973)
- Палачът се завръща у дома (Home Is the Hangman; 1975)

### Разкази
- Конник! (Horseman!) 1962
- Страстна игра (Passion Play) 1962
- Роза за Еклисиаста (A Rose for Ecclesiastes) 1963
- Стоманената пиявица (The Stainless Steel Leech) 1963
- Чудовището и девицата (The Monster and the Maiden) 1964
- Сърцето на гробищата (The Graveyard Heart) 1964
- Окото на нощта (The Night Has 999 Eyes) 1964
- Фуриите (The Furies) 1965
- Вратите на лицето му, лампите на устата му (The Doors of His Face, the Lamps of His Mouth) 1965
- Дяволска кола (Devil Car) 1965
- Миг от бурята (This Moment of the Storm) 1966
- Любовта е имагинерно число (Love is an Imaginary Number) 1966

### Други
- Въведение (Introduction) 1991. Предговор към Събрани разкази (Том 1) на Робърт Шекли (The Collected Short Fiction of Robert Sheckley).

## Награди
- 1966: Награда Хюго за най-добър роман – „Безсмъртният“ (This Immortal). (Равенство с „Дюн“ на Франк Хърбърт)
- 1966: Награда Небюла за най-добра повест – „Вратите на лицето му, лампите на устата му“ (The Doors of His Face, The Lamps of His Mouth)
- 1966: Награда Небюла за най-добра новела – „Той, Ваятеля“ (He Who Shapes). (Равенство с „The Saliva Tree“ на Брайън Олдис)
- 1968: Награда Хюго за най-добър роман – „Господарят на светлината“ (Lord of Light)
- 1976: Награда Хюго за най-добра новела – „Палачът се завръща у дома“ (Home is the Hangman)
- 1976: Награда Небюла за най-добра новела – „Палачът се завръща у дома“ (Home is the Hangman)
- 1982: Награда Хюго за най-добра повест – „Вариациите на еднорога“ (Unicorn Variation)
- 1984: Награда Локус за най-добра колекция – „Вариациите на еднорога“ (Unicorn Variation)
- 1986: Награда Хюго за най-добра новела – „24 изгледа от планината Фуджи на Хокусай“ (24 Views of Mt. Fuji, by Hokusai)
- 1987: Награда Хюго за най-добра повест – „Вечен лед“ (Permafrost)